# Ministerio de Política Agraria y Alimentación (Ucrania)
«Ministerio de Política Agraria y Alimentación»: (ucraniano: Міністерство аграрної політики та продовольства): Es la autoridad ejecutiva central de Ucrania a cargo del desarrollo agrícola del país. Es una de las agencias gubernamentales más antiguas de Ucrania. El 29 de agosto de 2019, las funciones del ministerio fueron asumidas por el Ministerio de Desarrollo Económico, Comercio y Agricultura. El 17 de diciembre de 2020 el ministerio resucitó.

Logo del Ministerio de Política Agraria y Alimentación de Ucrania

La actividad del ministerio está coordinada por el Gabinete de Ucrania. El Ministerio es la principal autoridad en el sistema de gobierno central responsable de la supervisión e implementación de la política agrícola nacional, incluida la política sobre agricultura y seguridad alimentaria, la política pública en los campos de la pesca y la protección de la pesca, el uso y reproducción de los recursos acuáticos, la regulación de la pesca y el transporte marítimo. seguridad, medicina veterinaria, protección de especies, cuestiones relacionadas con la tierra, cartografía y topografía, silvicultura y caza, vigilancia (monitoreo) en agricultura.

## Historia
El precursor del Ministerio de Política Agraria y Alimentación de Ucrania fue la Secretaría General de Asuntos Agrarios, establecida el 15 de junio de 1917 bajo el Gobierno (el Primer Gobierno de Vynnychenko) del Consejo Central de Ucrania.

### Lista de nombres del precursor del ministerio
- Ministerio de Agricultura de la RSS de Ucrania
- Ministerio de Frutas y Verduras de la República Socialista Soviética de Ucrania
- Ministerio de Construcción Rural de la República Socialista Soviética de Ucrania
- Ministerio de Industria Cárnica y Láctea de la República Socialista Soviética de Ucrania
- Ministerio de Industria Alimentaria de la República Socialista Soviética de Ucrania
- Ministerio de Preparativos de la RSS de Ucrania
- Comité Estatal de la RSS de Ucrania sobre producción y abastecimiento técnico de la agricultura
- Administración principal de jardinería, viticultura y vitivinicultura de la República Socialista Soviética de Ucrania.
- Comité Agroindustrial Estatal de la República Socialista Soviética de Ucrania: 1986 - 1992[4] (parte del Comité Estatal Agroindustrial de la URSS)
  - Kolhosps (junto con el Consejo de kolhosps de la República Socialista Soviética de Ucrania)
  - Ministerio de Productos Panificados de la República Socialista Soviética de Ucrania
  - Ministerio de Mejora y Gestión del Agua de la República Socialista Soviética de Ucrania
  - Ministerio de Silvicultura de la República Socialista Soviética de Ucrania
  - Administración de pesca de Ucrania
  - Unión Central de Asociaciones de Consumidores de Ucrania
- Comité estatal de desarrollo social de la aldea: 1991 - 1993. [5]
- Comité Estatal de Productos de Pan: 1991 - 1993 [6][7]
- Ministerio de Agricultura y Alimentación: 1992 - 1993[8]
- Ministerio de Agricultura y Alimentación: 1993 - 1998[9]
  - Administraciones de agricultura y alimentación
  - Administraciones de agricultura y alimentación en administraciones estatales de Raiónes
  - Inspecciones sobre la preparación y la calidad de los productos agrícolas de las administraciones estatales regionales.
  - Inspecciones de supervisión técnica estatal sobre el estado de los vehículos agrícolas en las administraciones estatales regionales
- Comité estatal de jardinería, viticultura y vitivinicultura: 1994 - 1998[10]
- Ministerio de Pesca: 1995 - 1997[11]
- Ministerio del Complejo Agroindustrial (APK): 1997 - 2000[12]
  - Comité de la Industria Alimentaria[13]
  - Comité de jardinería, viticultura e industria vitivinícola[14]
- Comité Estatal de Pesca: 1997 - 2000[15]
- Comité Estatal con monopolio sobre la producción y circulación de alcohol, bebidas alcohólicas y productos del tabaco: 1998 - 2000[16]
- Ministerio de Política Agraria: 2000 - 2011[17]
- Consorcio estatal ucraniano en la industria de la jardinería, la viticultura y el vino: 2000-presente[18]

#### Comité Estatal de Empresas Agroindustriales
(Como se vio arriba) en 1985 el Ministerio se transformó en el Comité Estatal de Economía Agraria e Industrial de Ucrania (República Socialista Soviética de Ucrania). El jefe del comité era Yuriy Kolomiets quien al mismo tiempo era el primer vicepresidente del consejo de ministros de la República Socialista Soviética de Ucrania. Oleksandr Tkachenko  y Viktor Sytnyk fueron los primeros diputados de Kolomiets.
El Comité Estatal (también conocido como Derzhahroprom) incluía varios otros ministerios y sus ramas regionales.
- Rama ucraniana del VASKhNIL
- Administración central de producción y procesamiento de plantas.
- Administración central de la industria alimentaria.
- Administración central de suministro material y técnico.
- Administración central de recursos humanos y relaciones exteriores
- Administración central de economía hortofrutícola y patatas.
- Administración central de producción, preparación y procesamiento de productos ganaderos.
- Administración central de Agricultura mecanizada y electrificación
- Administración central en proyectos de construcción de capital y reconstrucción.
- Ministerio Forestal
- Ministerio de Mejoramiento y Gestión del Agua
- Ministerio de Productos Panificados
- "Ukrholovrybhosp"
- Unión Central de Asociaciones de Consumidores de Ucrania
- Cooperativa republicana y asociación estatal de construcción agraria e industrial.
- Republicano de la asociación científica y productiva de servicios agroquímicos a las empresas agrarias
- Instituto de Economía NASU
- Departamento de gestión de la producción agraria (Instituto ucraniano de ciencia e investigación sobre economía y organización de empresas agrarias de Aleksandr Schlichter)
- Representantes de la Administración Central de Estadística (subdirector), el Ministerio de Finanzas (primer adjunto), el Derzhplan (primer subdirector), el Derzhpostach (primer adjunto), la Oficina de Ucrania (Kontor) de  Gosbank] (director adjunto)
- Sucursales regionales de todos los Oblasts de Ucrania

#### 2019—2020 desaparición del ministerio
El 29 de agosto de 2019, el Gobierno de Honcharuk designado no tenía un Ministerio de Agricultura separado. La función ministerial fue asumida por el Ministerio de Desarrollo Económico y Comercio de Ucrania.
En enero de 2020, el presidente Volodymyr Zelensky declaró la necesidad de separar el Ministerio de Desarrollo Económico, Comercio y Agricultura. Principios de marzo de 2020 el ministro de Desarrollo Económico, Comercio y Agricultura , Tymofiy Mylovanov se negó a encabezar un Ministerio de Agricultura recientemente restablecido (porque no estaba de acuerdo con las políticas económicas del nuevo Gobierno de Shmyhal).
El 9 de julio de 2020, Zelensky predijo que "como máximo en septiembre" Ucrania volvería a tener un Ministro de Agricultura independiente.
El 17 de diciembre de 2020, el ministerio resucitó con el nombramiento de Roman Leshchenko como Ministro de Política Agrícola y Alimentación.

### Autoridades subordinadas
- Servicio Estatal Veterinario y Fitosanitario de Ucrania
- Agencia Estatal de Recursos Terrestres de Ucrania
- Agencia Estatal de Recursos Forestales de Ucrania
- Agencia Estatal de Pesca de Ucrania
- Inspección Estatal de Agricultura de Ucrania

### Subdivisiones
- Oficina del servicio de apoyo del Ministro
- Oficina de Auditoría Interna
- Departamento de Trabajo Jurídico y Legislativo
- Sector Anticorrupción
- Departamento de Desarrollo Económico del Mercado Agrícola
- Departamento de política y contabilidad financiera y crediticia
- Departamento de Relaciones Económicas Exteriores
- Departamento de Agricultura
- Departamento de ganadería
- Departamento de alimentación
- Departamento de soporte técnico e Ingeniería Agrícola.
- Departamento de Información Pública, interacción con el Consejo de Gabinete de Ministros de Ucrania y consideración de apelaciones
- Departamento de Personal
- Departamento de Control
- Departamento de Ciencia y Educación de Agroindustria y Desarrollo Rural
- Departamento de comunicación con medios, Relaciones Públicas e Información
- Oficina de Gestión de Bienes del Estado
- Oficina de régimen operativo
- Sector de Seguridad y Prevención de Incendios.

### Comisiones del ministerio
- Comité de Desarrollo Rural
- Comisión para el desarrollo del mercado agrícola de Ucrania
- Comité de Relaciones Agrarias

### Instituciones científicas
- Instituciones de educación superior agrícola
- Instituciones de investigación
- Organización subordinada
- Otras instituciones del Ministerio de Política Agraria y Alimentación

### Estructuras consultivas
Como estructura consultiva, dependiente del Ministerio actúa un Consejo Público. Sus actividades se rigen por el Reglamento del Consejo Público. El presidente del Consejo Público es Leonid Kozachenko, presidente de la organización pública de toda Ucrania "Confederación Agraria de Ucrania".